# Luis Robles
Luis Robles (ur. 11 maja 1984 w Fort Huachuca w stanie Arizona) – amerykański piłkarz pochodzenia portorykańskiego, reprezentant kraju, grający na pozycji bramkarza.

## Kariera piłkarska
Robles przygodę z futbolem rozpoczął w 2002 w zespole Portland Pilots. W 2003 roku został wypożyczony do Colorado Rapids U23's. 
W styczniu 2007 został zawodnikiem niemieckiego klubu 1. FC Kaiserslautern. Robles zadebiutował w lidze 17 października 2008 przeciwko Rot Weiss Ahlen. Występował w pierwszym składzie kosztem młodzieżowego reprezentanta Niemiec Kevina Trappa. Swój pierwszy sezon w niemieckiej piłce nożnej zakończył szesnastoma rozegranymi meczami.
Robles odszedł z Kaiserslautern w 2010 i podpisał dwuletni kontrakt z klubem 2. Fußball-Bundesliga Karlsruher SC. Dla KSC zagrał przez 2 lata w 28 spotkaniach, po czym powrócił 8 sierpnia 2012 do USA, gdzie zatrudnił go zespół New York Red Bulls. 
Przez 7 lat gry w drużynie Czerwonych Byków trzykrotnie zdobył Supporters' Shield w latach 2013, 2015, 2018. Dodatkowo w 2015 otrzymał tytuł MLS Goalkeeper of the Year. Łącznie dla New York Red Bulls zagrał w 261 spotkaniach. 
W grudniu 2019 Robles dołączył do Interu Miami. To w tym zespole Robles zakończył karierę 6 stycznia 2021. 
| Sezon   | Klub                    | Kraj              | Rozgrywki             | Mecze | Bramki |
| ------- | ----------------------- | ----------------- | --------------------- | ----- | ------ |
| 2003    | Boulder Rapids Reserve  | Stany Zjednoczone |                       | 14    | 0      |
| 2003    | Portland Pilots         | Stany Zjednoczone |                       | 20    | 0      |
| 2004    | Boulder Rapids Reserve  | Stany Zjednoczone |                       | 13    | 0      |
| 2004    | Portland Pilots         | Stany Zjednoczone |                       | 22    | 0      |
| 2005    | Portland Pilots         | Stany Zjednoczone |                       | 17    | 0      |
| 2006    | Portland Pilots         | Stany Zjednoczone |                       | 19    | 0      |
| 2006/07 | 1. FC Kaiserslautern II | Niemcy            | Regionalliga          | 7     | 0      |
| 2007/08 | 1. FC Kaiserslautern II | Niemcy            | Oberliga              | 8     | 0      |
| 2008/09 | 1. FC Kaiserslautern    | Niemcy            | 2. Fußball-Bundesliga | 20    | 0      |
| 2009/10 | 1. FC Kaiserslautern    | Niemcy            | 2. Fußball-Bundesliga | 1     | 0      |
| 2010/11 | Karlsruher SC           | Niemcy            | 2. Fußball-Bundesliga | 23    | 0      |
| 2011/12 | Karlsruher SC           | Niemcy            | 2. Fußball-Bundesliga | 5     | 0      |
| 2012    | New York Red Bulls      | Stany Zjednoczone | Major League Soccer   | 4     | 0      |
| 2013    | New York Red Bulls      | Stany Zjednoczone | Major League Soccer   | 34    | 0      |
| 2014    | New York Red Bulls      | Stany Zjednoczone | Major League Soccer   | 34    | 0      |
| 2015    | New York Red Bulls      | Stany Zjednoczone | Major League Soccer   | 34    | 0      |
| 2016    | New York Red Bulls      | Stany Zjednoczone | Major League Soccer   | 34    | 0      |
| 2017    | New York Red Bulls      | Stany Zjednoczone | Major League Soccer   | 34    | 0      |
| 2018    | New York Red Bulls      | Stany Zjednoczone | Major League Soccer   | 31    | 0      |
| 2019    | New York Red Bulls      | Stany Zjednoczone | Major League Soccer   | 33    | 0      |
| 2020    | Inter Miami             | Stany Zjednoczone | Major League Soccer   | 15    | 0      |

## Kariera reprezentacyjna
Robles został w maju 2009 został powołany przez Boba Bradleya na mecze eliminacji do Mistrzostw Świata w RPA. Następnie znalazł się w składzie na Pucharze Konfederacji 2009, gdzie USA zajęło 2. miejsce. Robles pełnił na turnieju rolę bramkarza rezerwowego. 
11 lipca 2009 Robles zadebiutował w reprezentacji Stanów Zjednoczonych w spotkaniu przeciwko Haiti w Złotym Pucharze CONCACAF 2009, który zakończył się remisem 2:2. Robles powrócił do reprezentacji Stanów Zjednoczonych w towarzyskim meczu z Islandią 31 stycznia 2016, wygranym 3:2. Po raz trzeci i ostatni wystąpił w wygranym 1:0 pojedynku z Jamajką 3 lutego 2017. 
| Mecze i gole w reprezentacji | Mecze i gole w reprezentacji | Mecze i gole w reprezentacji | Mecze i gole w reprezentacji | Mecze i gole w reprezentacji | Mecze i gole w reprezentacji | Mecze i gole w reprezentacji |
| #                            | Data                         | Miasto                       | Przeciwnik                   | Gol                          | Wynik                        | Rozgrywki                    |
| ---------------------------- | ---------------------------- | ---------------------------- | ---------------------------- | ---------------------------- | ---------------------------- | ---------------------------- |
| 1.                           | 11.07.2009                   | Foxborough                   | Haiti                        |                              | 2:2                          | Złoty Puchar CONCACAF 2009   |
| 2.                           | 31.01.2016                   | Carson                       | Islandia                     |                              | 3:2                          | towarzyski                   |
| 3.                           | 03.02.2017                   | Chattanooga                  | Jamajka                      |                              | 1:0                          | towarzyski                   |

## Sukcesy
1. FC Kaiserslautern
- Mistrzostwo 2. Fußball-Bundesliga (1): 2009/10

New York Red Bulls
- Supporters' Shield (3): 2013, 2015, 2018
- MLS Goalkeeper of the Year (1): 2015
- MLS Save of the Year (1): 2014